# Giáo dục bảo vệ môi trường
Giáo dục bảo vệ môi trường là một môn học nhằm giáo dục cho học sinh những kiến thức, hiểu biết về môi trường, những kỹ năng sống và làm việc trong một môi trường phát triển bền vững.